# Raw Footage
Raw Footage – ósmy album rapera Ice Cube’a wydany 19 sierpnia 2008 roku. Płytę reprezentują dwa single Gangsta Rap Made Me Do It oraz Do Ya Thang. Jeszcze przed wydaniem artysta zapewniał, że będzie to album dużo bardziej polityczny niż jego poprzednik. Na krążku goszczą Game, Butch Cassidy, Musiq Soulchild, Young Jeezy oraz WC.

## Lista Utworów
Wersja podstawowa albumu obejmuje 16 pierwszych utworów; pozostałe to bonusy, umieszczone w różnych wersjach
| #  | Tytuł                                                    | Producent                              | Goście          | Czas |
| -- | -------------------------------------------------------- | -------------------------------------- | --------------- | ---- |
| 1  | "What Is a Pyroclastic Flow?"                            | John Murphy                            |                 | 0:55 |
| 2  | "I Got My Locs On"                                       | P-No                                   | Young Jeezy     | 3:34 |
| 3  | "It Takes a Nation"                                      | Emile                                  |                 | 3:26 |
| 4  | "Gangsta Rap Made Me Do It"                              | Maestro                                |                 | 4:42 |
| 5  | "Hood Mentality"                                         | Dee Underdue, Teak Underdue            |                 | 5:11 |
| 6  | "Why Me?"                                                | Dee Underdue, Teak Underdue            | Musiq Soulchild | 4:01 |
| 7  | "Cold Places"                                            | Dee Underdue, Teak Underdue            |                 | 4:13 |
| 8  | "Jack N the Box"                                         | Tha Bizness                            |                 | 4:23 |
| 9  | "Do Ya Thang"                                            | Polumbo Beats                          |                 | 4:04 |
| 10 | "Thank God"                                              | Dee Underdue, Teak Underdue            |                 | 5:28 |
| 11 | "Here He Come"                                           | Symphony                               | Doughboy        | 4:33 |
| 12 | "Get Money, Spend Money, No Money"                       | Emile                                  |                 | 4:08 |
| 13 | "Get Used to It"                                         | Augustine Sumo 'Embeatz'               | WC & The Game   | 4:25 |
| 14 | "Tomorrow"                                               | Warryn "Baby Dubb" Campbell            |                 | 3:41 |
| 15 | "Stand Tall"                                             | DJ Crazy Toones & David 'Dizmix' Lopez |                 | 3:46 |
| 16 | "Take Me Away"                                           | DJay Cas, Young Fokus                  | Butch Cassidy   | 4:03 |
| 17 | "Believe It or Not" (iTunes bonus track)                 | Emile                                  |                 | 3:11 |
| 18 | "Gangsta Rap Made Me Do It (Remix)" (iTunes bonus track) | Maestro                                | Nas & Scarface  | 4:52 |
| 19 | "Don't Let Me Hurt Ya Feelings" (Best Buy pre-order)     | Swizz Beatz                            |                 | 2:47 |
| 20 | "Crack Baby?" (Best Buy pre-order)                       | DJ Felli Fel                           |                 | 2:59 |
| 21 | "Why We Thugs (Live)" (Best Buy pre-order)               | Scott Storch                           |                 | 3:37 |